# Зикронапин
Зикронапин (в исследованиях под названием Lu 31-130) — новый атипичный антипсихотический препарат, разработанный компанией Lundbeck. В настоящее время проводятся клинические испытания. Во второй фазе клинических испытаний показал статистически достоверное отличие от плацебо и убедительную эффективность и безопасность в сравнительном исследовании с оланзапином. В экспериментальных исследованиях выявлено наличие антагонизма зикронапина по отношению к D1-, D2-, 5HT2A-рецепторам.